# Settimana Ciclistica Lombarda 2010
Die 40. Settimana Ciclistica Lombarda fand vom 31. März bis 5. April 2010 statt. Das Radrennen wurde in einem Prolog und fünf Etappen über eine Distanz von 757,3 (geplant 769,1) km ausgetragen. Es ist Teil der UCI Europe Tour 2010 und in die Kategorie 2.1 eingestuft.

## Etappen
Wegen des starken Regens entschloss sich die Jury während der ersten Etappe, das Rennen um eine Runde zu verkürzen.
| Etappe    | Tag      | Start – Ziel                            | km    | Etappensieger    | Führender        |
| --------- | -------- | --------------------------------------- | ----- | ---------------- | ---------------- |
| Prolog    | 31. März | Casazza – Colle Gallo (EZF)             | 06,6  | Michele Scarponi | Michele Scarponi |
| 1. Etappe | 1. April | Calcinate – Calcinate                   | 135,7 | Bartosz Huzarski | Michele Scarponi |
| 2. Etappe | 2. April | Dalmine – Dalmine                       | 174   | Mattia Gavazzi   | Michele Scarponi |
| 3. Etappe | 3. April | Lumezzane – Lumezzane                   | 125,5 | Riccardo Riccò   | Michele Scarponi |
| 4. Etappe | 4. April | Grumello del Monte – Grumello del Monte | 152,8 | José Serpa       | Michele Scarponi |
| 5. Etappe | 5. April | Montello – Bergamo                      | 162,7 | Riccardo Riccò   | Michele Scarponi |